# Huites-Talsperre
Die Huites-Talsperre (spanisch Presa Huites oder Presa Luis Donaldo Colosio) wurde zwischen 1992 und 1995 nördlich von Los Mochis am Río Fuerte in Sinaloa, Mexiko gebaut. Die Bauarbeiten dauerten trotz Kontroversen um den Bau nur 29 Monate.
Der Wasserspeicher hat die bewässerbare landwirtschaftliche Fläche im Fuerte-Tal unterhalb der Talsperre mehr als verdoppelt. Außerdem wurde ein zeitgemäßes Wasserkraftwerk errichtet und der Hochwasserschutz verbessert. Hochwasser gab es hier in der Vergangenheit gelegentlich durch starke Regenfälle, Hurrikane und Schneeschmelze in der Sierra Madre Occidental.
Die Baukosten wurden zur Hälfte von privaten Investoren getragen.
14 kleinere Dörfer mussten umgesiedelt werden, eines davon war Huites, nach dem der Stausee inoffiziell genannt wird. Etwa 200 Familien mit 1300 Menschen bekamen Ersatz für ihre Häuser. Sie siedeln heute im Gebiet um Choix südwestlich der Talsperre. Nur an der Baustelle selbst mussten Bäume gefällt werden. Die alten Gebäude wurden stehen gelassen und tauchen bei wechselndem Wasserstand wieder auf. Ebenso kann man noch die Überreste von 350 kleinen Haziendas sehen, die aufgegeben werden mussten.
Der Stausee liegt ungefähr 160 km von der Stadt Los Mochis entfernt. Dies ist die nächste größere Stadt mit einem Flughafen. Es dauert drei Stunden, vom Flughafen bis in die Ausläufer der Sierra Madre zu fahren. Für Privatflugzeuge gibt es eine asphaltierte Landebahn in El Fuerte, das nur 1,5 Stunden von den Ferienheimen am Stausee entfernt ist. Es gibt verschiedene Freizeitmöglichkeiten am Huites-Stausee, die von den nahegelegenen Orten Mezquite Caido, Choix und der Stadt El Fuerte bedient werden.
Bei voller Füllung bedeckt der Stausee 93 km². An der tiefsten Stelle an der Staumauer ist er 150 m tief. Es wurden viele Fische ausgesetzt, die sich stark vermehrt haben. Der Stausee ist deshalb sehr fischreich. Die vorkommenden Arten sind: Karpfen 40 %, Welsartige 6 %, Tilapia 40 %, Echte Barsche 14 %.